# Bells (album)
Bells è l'album di debutto della cantante olandese Laura Jansen, pubblicato il 4 settembre 2009 dall'etichetta discografica Universal Music. Dall'album sono stati estratti tre singoli: Single Girls, Use Somebody e Wicked World.
Di esso il 5 novembre 2010 è stata pubblicata anche un'edizione speciale che include un secondo CD contenente sette performance live.

## Tracce
1. The End - 4:16
2. Bells - 4:21
3. Single Girls - 3:29
4. Wicked World - 2:31
5. Perfect - 4:09
6. Soljah - 3:16
7. Use Somebody - 3:26
8. Come to Me - 3:58
9. Elijah - 3:26
10. Signal - 4:33

CD 2 (edizione deluxe)
1. Bells (Live) - 4:47
2. Soljah (Live) - 3:42
3. Signal (Live) - 5:08
4. Use Somebody (Live) - 3:45
5. Trauma (Live) - 4:50
6. Single Girls (Live) - 3:44
7. Wicked World (Live) - 2:40

## Classifiche
| Classifica (2010) | Posizione massima |
| ----------------- | ----------------- |
| Paesi Bassi       | 6                 |